# Komorowscy herbu Korczak

Herb Korczak

Komorowscy – polska rodzina arystokratyczna herbu Korczak, której gniazdem rodowym był Komorów w Księstwie Bełskim.

## Historia
Pierwsze wzmianki o rodzie Komorowskich pochodzą z XIV wieku. Jego protoplastą miał być rycerz Dymitr Komorowski z Komorowa. Od czasów panowania Władysława III Warneńczyka Komorowscy obecni byli w życiu politycznym Królestwa Węgier, Królestwa Polskiego, Wielkiego Księstwa Litewskiego, a w wiekach późniejszych Rzeczypospolitej Obojga Narodów. Od 1440 roku władali Spiszem, Liptowem i Orawą. Posiadali też dobra ziemskie w Małopolsce i na Litwie.
W 1467 roku król polski Kazimierz IV Jagiellończyk nadał Piotrowi Komorowskiemu, od 1469 roku hrabiemu Liptowa i Orawy, w dziedziczne władanie państwo żywieckie. Była to nagroda za ukrócenie rozbójniczej działalności rodziny Skrzyńskich oraz zadośćuczynienie za straty materialne, jakich Piotr Komorowski doznał, występując przeciwko Maciejowi Korwinowi i wspierając wyprawę Kazimierza Jagiellończyka na Węgry.
W 1477 roku, w związku ze sprzyjaniem przez Komorowskich Maciejowi Korwinowi, który sprzymierzył się z zakonem krzyżackim przeciwko Polsce, Kazimierz Jagiellończyk nakazał podjęcie przeciwko nim akcji zbrojnej. Wojskami, które wykonały to zadanie, dowodził starosta krakowski i wojewoda sandomierski Jakub z Dębna; zniszczono wówczas zamek w Barwałdzie oraz średniowieczny zamek w Żywcu; wojska królewskie opanowały także zamek w Szaflarach, poprzednio dzierżawiony przez Piotra Komorowskiego. W późniejszym okresie Komorowscy uzyskali przebaczenie królewskie i odzyskali skonfiskowane dobra. Państwo żywieckie pozostało w rękach rodziny Komorowskich do 1624 roku.
Komorowscy gałęzi litewskiej stanowią rodzinę szlachecką bliżej nieznanego pochodzenia i herbu. Pierwszym ich historycznie pewnym przodkiem był Bartłomiej Komorowski (zm. ok. 1758), podczaszy wiłkomierski, rzekomy bratanek Jakuba, kasztelana santockiego. Prawnie wylegitymowani przed Deputacją szlachecką guberni wileńskiej w 1805 r. z herbem Korczak. Wspomniany Bartłomiej został błędnie zaliczony przez Bonieckiego i Uruskiego do rodziny Komorowskich herbu Dołęga, jako nieistniejący syn Samuela (zm. 1687), podkomorzego wileńskiego
Od XVIII wieku linia litewska rodu Komorowskich była w posiadaniu ordynacji rodowej na dobrach ziemskich wokół miejscowości Kurmen w Semigalii, które odziedziczyła po inflanckich baronach von Lüdingshausen. Latyfundium to dziedziczone na zasadzie majoratu należało do przedstawicieli rodu do 1922 roku. Inne majątki należące do członków rodziny Komorowskich linii litewskiej to Kowaliszki, Gikanie, Skrobiszki, Radkuny, Syrutyszki i Podbirże.

## Tytuły szlacheckie
Przedstawiciele Komorowskich tytułowali się w XV wieku hrabiami na Liptowie i Orawie. Tytuł ten został im nadany w 1469 roku przez króla węgierskiego, Macieja Korwina. Wygasł on po odebraniu Komorowskim ich dóbr na Słowacji, był jednak przez niektórych przedstawicieli rodziny używany zwyczajowo dla podkreślenia pozycji rodu.
W 1780 roku Jakub Komorowski, kasztelan santocki, został zatytułowany przez Sejm Rzeczypospolitej „hrabią z Libtowa [!] i Orawy”. Na podstawie tej wzmianki w konstytucji sejmowej jego synowie i córki otrzymali w 1793 roku od cesarza Franciszka II potwierdzenie tytułów hrabiowskich w Galicji. W 1803 roku nastąpiło potwierdzenie tytułów hrabiowskich dla dalszych Komorowskich w Galicji, bliskich krewnych Jakuba. Ci sami otrzymali również potwierdzenie tytułów hrabiowskich od Deputacji Senatu Królestwa Polskiego w 1820 roku, a jeden z nich od Rady Państwa w Rosji w 1844 roku. W 1892 roku 14 przedstawicieli Komorowskich gałęzi litewskiej otrzymało od ministerstwa spraw wewnętrznych w Austro-Węgrzech potwierdzenie tytułów hrabiowskich (na podstawie rzekomego pochodzenia od jednego z synów Jakuba, kasztelana santockiego).

## Przedstawiciele rodu
- Piotr Komorowski – hrabia liptowski, orawski, turczański i zwoleński
- Mikołaj Komorowski – starosta spiski
- Mikołaj Komorowski – starosta barwałdzki, rabsztyński, oświęcimski i nowotarski, hrabia liptowski i orawski
- Jan Komorowski – kasztelan oświęcimiski i połaniecki
- Jan Komorowski – podkomorzy bełski, burgrabia krakowski, poseł na Sejmy I RP
- Piotr Komorowski – starosta oświęcimski, poseł na Sejm I RP
- Krzysztof Komorowski – kasztelan sądecki i oświęcimski

- Krzysztof Komorowski – starosta oświęcimski i barwałdzki
- Adam Ignacy Komorowski – prymas Polski
- Anna Komorowska – hrabina d’Udekem d’Acoz
- Ignacy Komorowski – kasztelan chełmski
- Jakub Komorowski – starosta nowosielski, kasztelan santocki
- Józef Joachim Komorowski – członek konfederacji targowickiej
- Helena Komorowska – druga żona Bohdana Chmielnickiego
- Maja Komorowska – aktorka
- Tadeusz Bór-Komorowski – dowódca Armii Krajowej
- Zygmunt Komorowski – profesor Uniwersytetu Warszawskiego
- Gertruda Komorowska – żona Stanisława Szczęsnego Potockiego

## Siedziby rodu

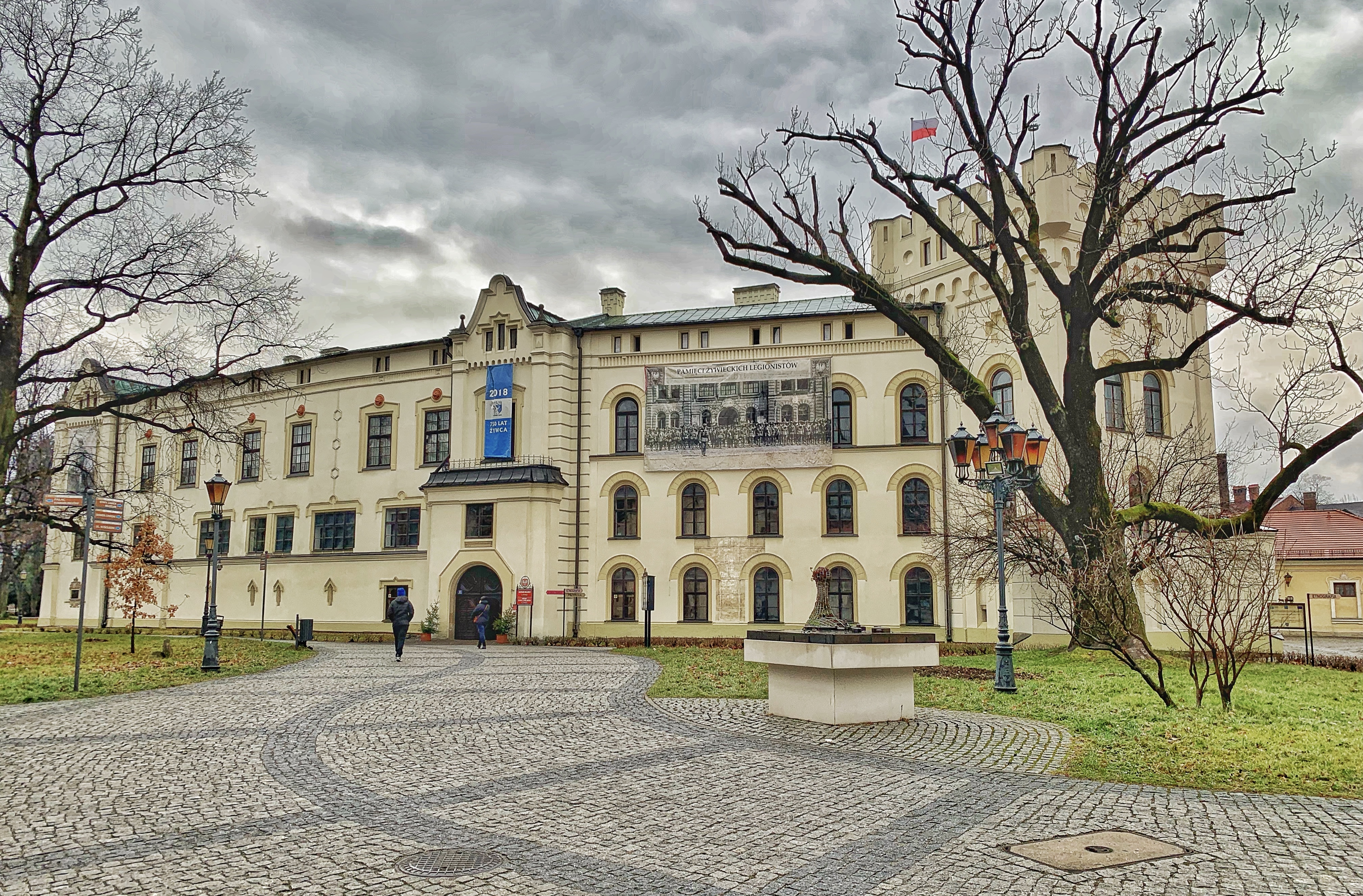
Stary Zamek w Żywcu
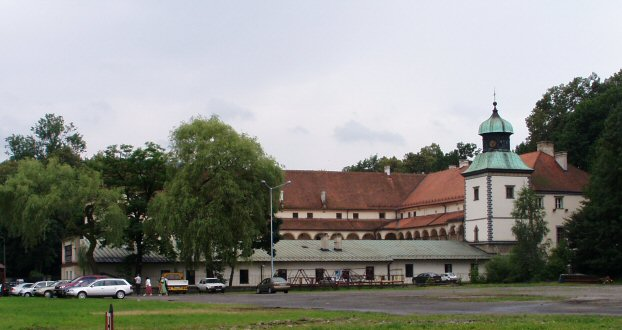
Zamek w Suchej Beskidzkiej
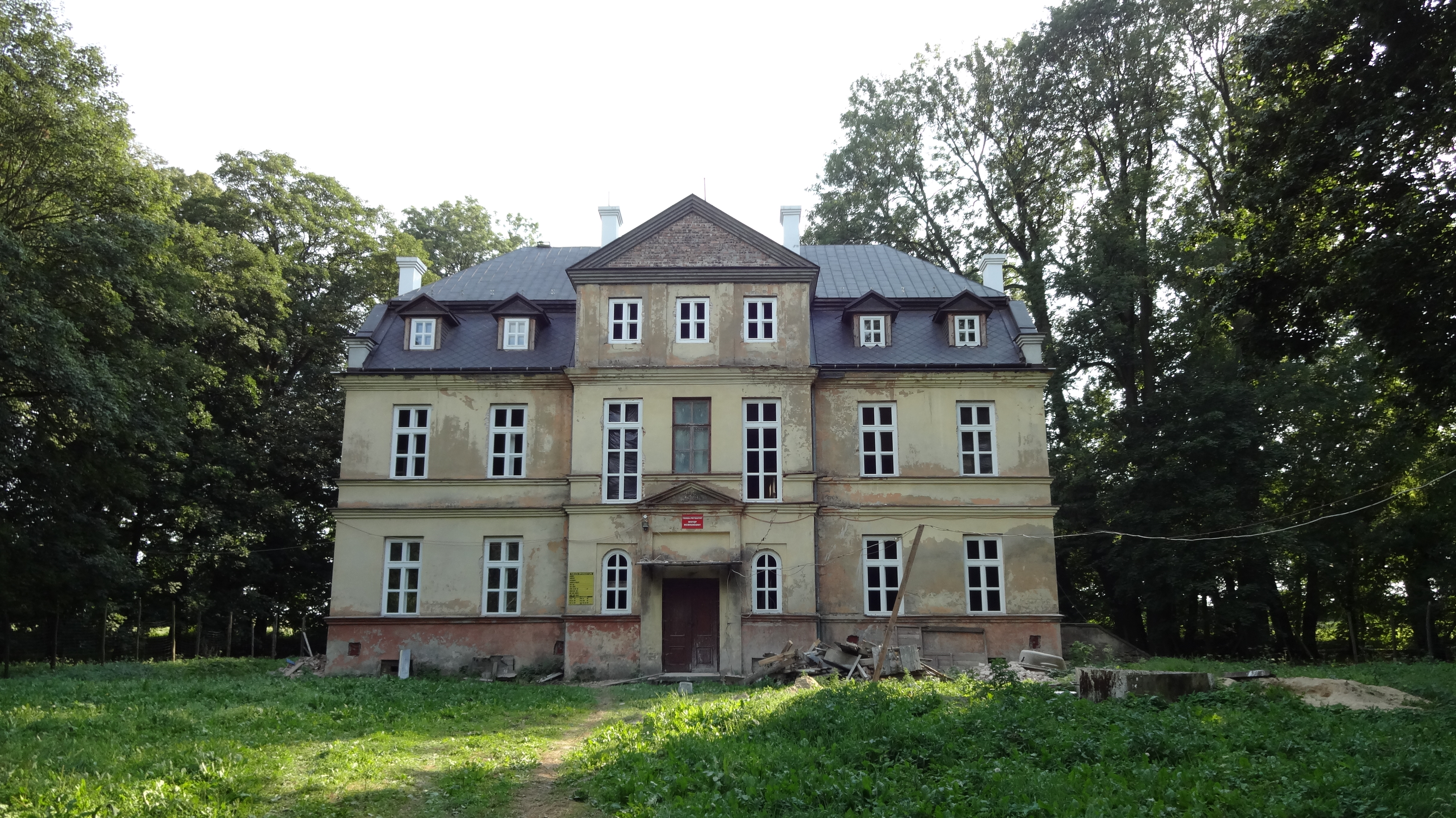
Pałac w Siedliskach
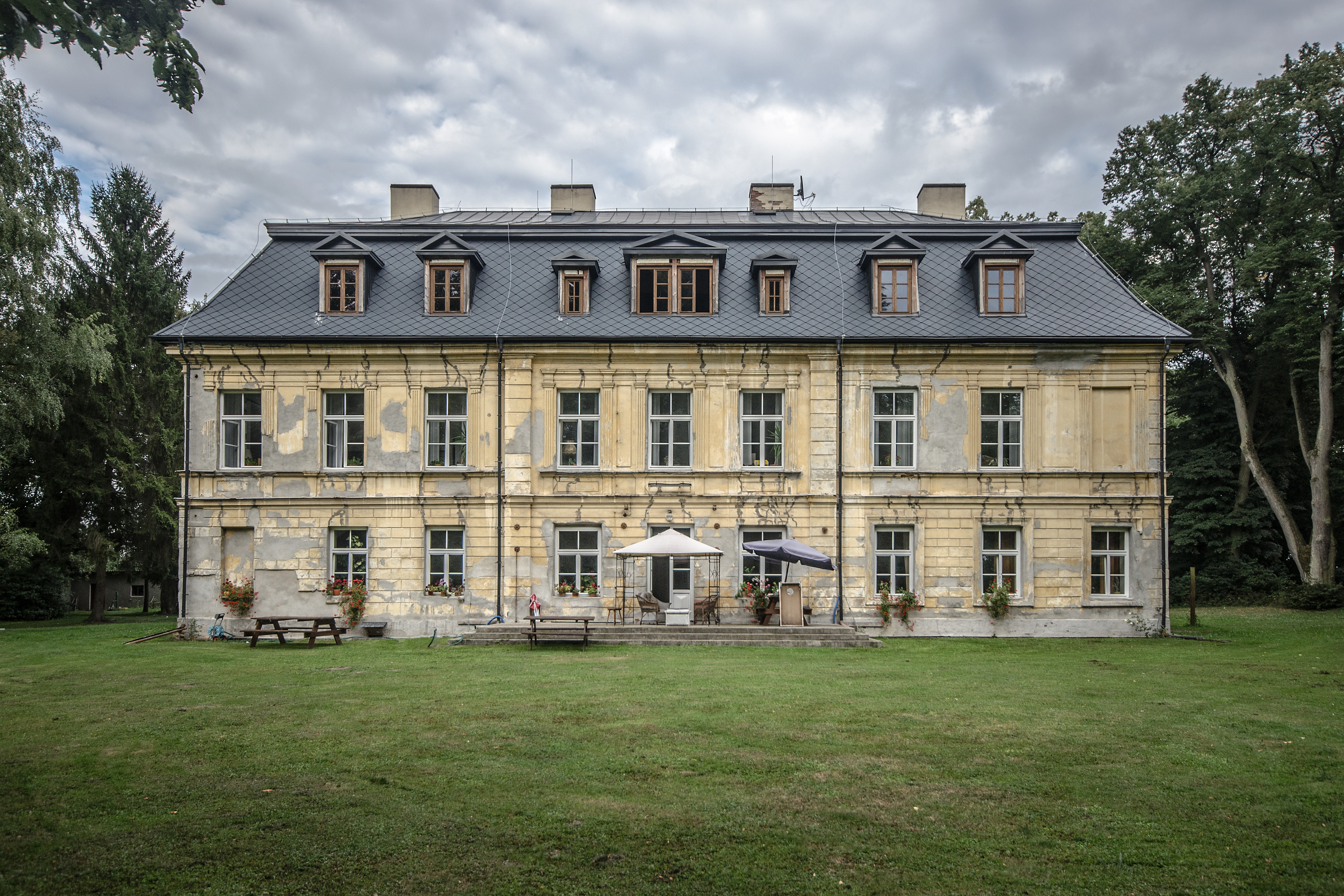
Pałac w Nakle
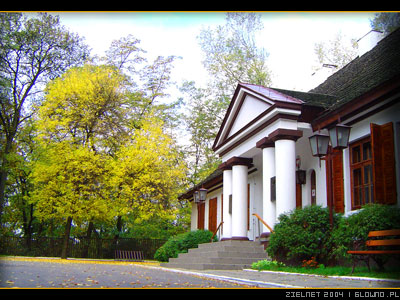
Zespół dworsko-parkowy „Zabrzeźnia” w Głownie
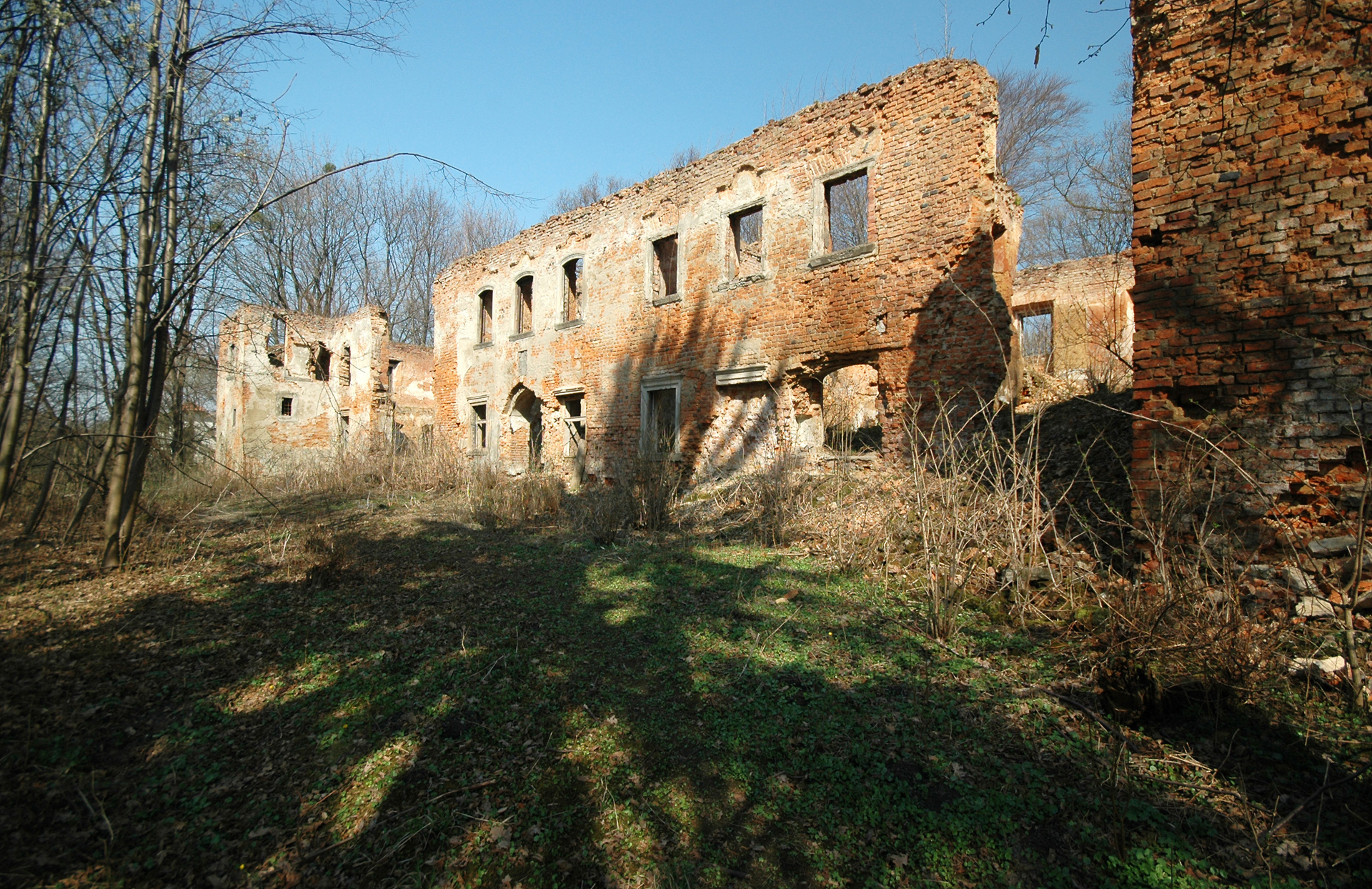
Ruiny pałacu w Głębowicach
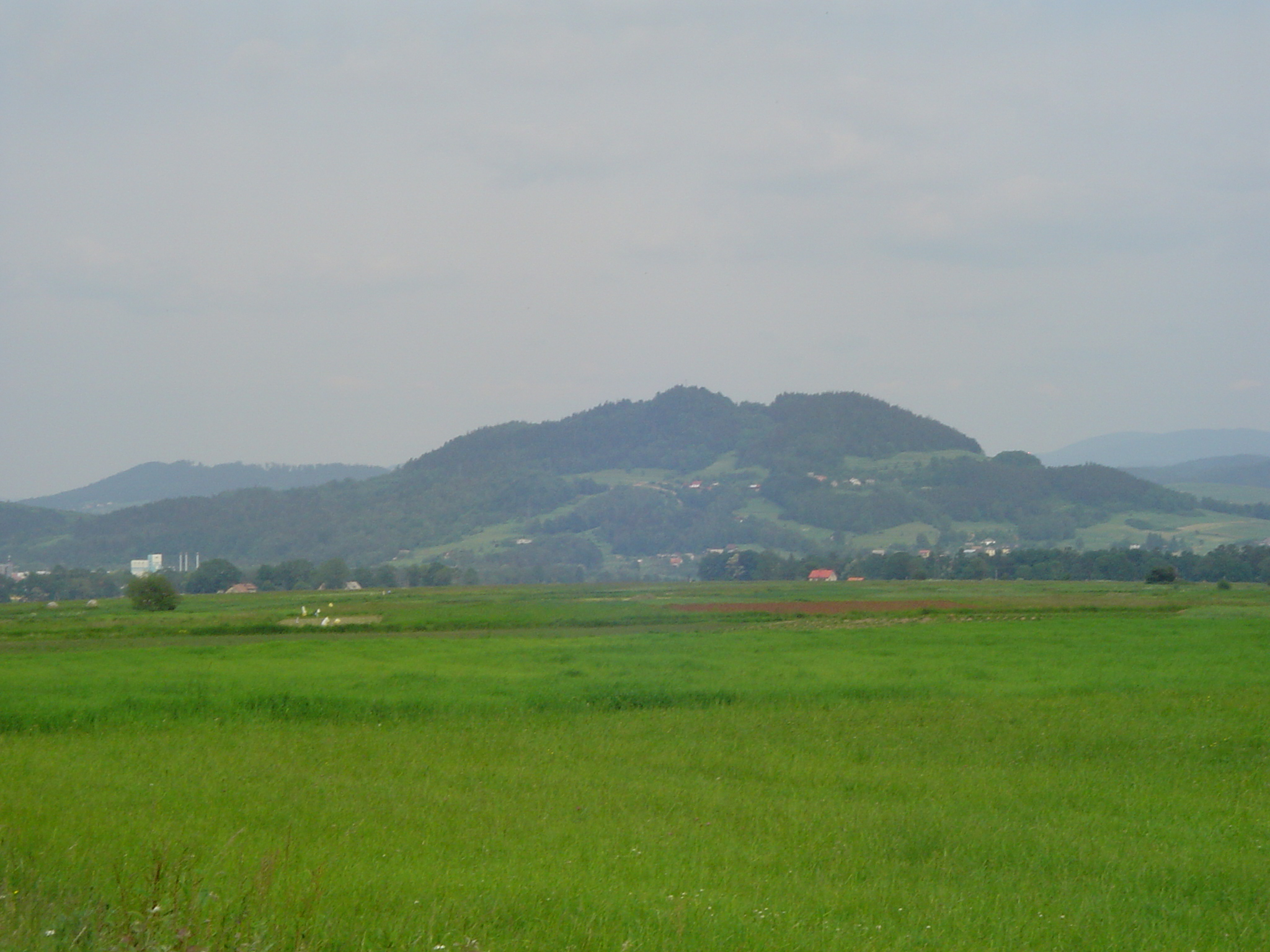
Zamek na wzgórzu Grojec w Żywcu (nie istnieje)
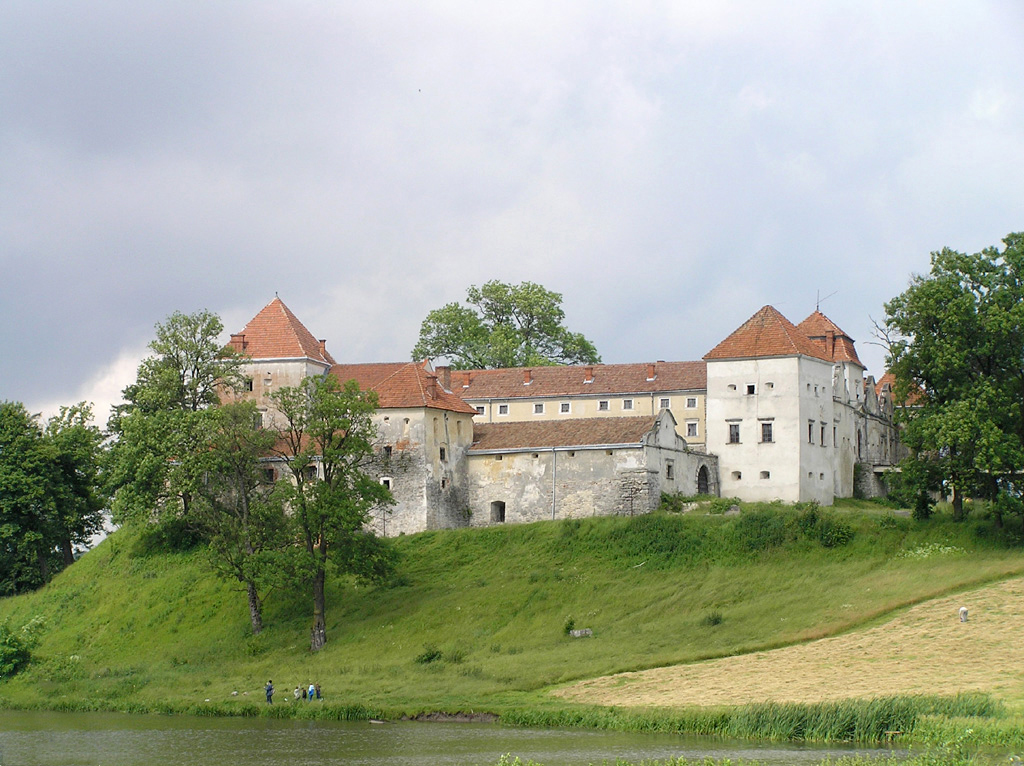
Zamek w Świrzu

Inne siedziby Komorowskich:
- Zamek w Barwałdzie (nie istnieje)
- Zamek w Szaflarach (nie istnieje)
- dwór w Kowaliszkach (nie istnieje)
- dwór we wsi Poniemunek
- dwór we wsi Kurmen